# Piroska d'Ungheria
Piroska d'Ungheria, che cambiò nome in Irene (in greco-bizantino Ειρήνη Ουγγαρίας) nel 1104 (Esztergom, 1088 – Costantinopoli, 13 agosto 1134), fu Basilissa dei Romei (Imperatrice d'Oriente), in quanto moglie dell'imperatore bizantino Giovanni II Comneno.

## Biografia
Piroska nacque nel 1088 a Esztergom, figlia di Ladislao I d'Ungheria e Adelaide di Svevia. I suoi nonni materni erano Rodolfo di Rheinfelden e la sua seconda moglie Adelaide di Savoia. Sua madre morì nel 1090, quando Piroska aveva solo due anni e il padre morì il 29 luglio 1095. Il nipote di Ladislao, Coloman d'Ungheria che salì al trono d'Ungheria, si prese cura di Piroska.
Per migliorare le relazioni con l'imperatore bizantino Alessio I Comneno (1081–1118), Coloman negoziò il matrimonio di Piroska con l'erede al trono, Giovanni II Comneno. Giovanni era stato nominato il 1º settembre 1092 co-imperatore dal padre, e ciò significava che sarebbe stato il suo successore. I negoziati di Coloman ebbero esito positivo e Piroska si sposò con Giovanni nel 1104 e si convertì alla religione ortodossa, visto che doveva essere la futura imperatrice bizantina e cambiò in nome in Irene. Divenne imperatrice consorte il 15 agosto 1118, giorno in cui Giovanni salì al trono, dopo la morte del padre. Fondò il monastero Pantocrator e si dedicò alla pietà soprattutto ai bambini poveri o orfani. Irene morì a Costantinopoli il 13 agosto 1134, fu successivamente venerata dalla chiesa ortodossa, come santa Irene.

## Famiglia
Dal matrimonio con Giovanni II Comneno, Irene ebbe otto figli:
- Alessio Comneno, co-imperatore dal 1122 fino al 1142;
- Maria Comnena, nata nel 1106, gemella di Alessio, si sposò con il cesare Giovanni Ruggero Dalasseno;
- Andronico Comneno morto nel 1142;
- Anna Comnena, sposò con il futuro mega dux Stefano Contostefano;
- Teodora Comnena, che sposò Manuele Anema;
- Eudocia Comnena, che sposò Teodoro Vataze;
- Isacco Comneno morto nel 1154;
- Manuele I Comneno, imperatore bizantino dal 1143 al 1180.

## Ascendenza
|                         |                     |                         | Genitori               |  |  | Nonni |  |  | Bisnonni |  |  | Trisnonni |  |
|                         |                     |                         |                        |  |  |       |  |  | Vazul    |  |  | Mihály    |  |
|                         |                     |                         |                        |  |  |       |  |  | Vazul    |  |  | Mihály    |  |
|                         |                     | …                       |                        |  |  |       |  |  | Vazul    |  |  |           |  |
| Béla I d'Ungheria       |                     |                         |                        |  |  |       |  |  | Vazul    |  |  |           |  |
|                         |                     | …                       | …                      |  |  |       |  |  |          |  |  |           |  |
|                         |                     | …                       | …                      |  |  |       |  |  |          |  |  |           |  |
|                         |                     | …                       | …                      |  |  |       |  |  |          |  |  |           |  |
| Ladislao I d'Ungheria   |                     | …                       |                        |  |  |       |  |  |          |  |  |           |  |
|                         |                     | Miecislao II di Polonia | Boleslao I di Polonia  |  |  |       |  |  |          |  |  |           |  |
|                         |                     | Miecislao II di Polonia | Boleslao I di Polonia  |  |  |       |  |  |          |  |  |           |  |
|                         |                     | Miecislao II di Polonia | Emnilda di Lusazia     |  |  |       |  |  |          |  |  |           |  |
| Richeza di Polonia      |                     | Miecislao II di Polonia |                        |  |  |       |  |  |          |  |  |           |  |
|                         |                     | Richeza di Lotaringia   | Azzo di Lotaringia     |  |  |       |  |  |          |  |  |           |  |
|                         |                     | Richeza di Lotaringia   | Azzo di Lotaringia     |  |  |       |  |  |          |  |  |           |  |
|                         |                     | Richeza di Lotaringia   | Matilde di Germania    |  |  |       |  |  |          |  |  |           |  |
| Piroska d'Ungheria      |                     | Richeza di Lotaringia   |                        |  |  |       |  |  |          |  |  |           |  |
|                         | Kuno di Rheinfelden | …                       |                        |  |  |       |  |  |          |  |  |           |  |
|                         | Kuno di Rheinfelden | …                       |                        |  |  |       |  |  |          |  |  |           |  |
|                         | Kuno di Rheinfelden | …                       |                        |  |  |       |  |  |          |  |  |           |  |
| Rodolfo di Svevia       | Kuno di Rheinfelden |                         |                        |  |  |       |  |  |          |  |  |           |  |
|                         |                     | …                       | …                      |  |  |       |  |  |          |  |  |           |  |
|                         |                     | …                       | …                      |  |  |       |  |  |          |  |  |           |  |
|                         |                     | …                       | …                      |  |  |       |  |  |          |  |  |           |  |
| Adelaide di Rheinfelden |                     | …                       |                        |  |  |       |  |  |          |  |  |           |  |
|                         |                     | Oddone di Savoia        | Umberto I Biancamano   |  |  |       |  |  |          |  |  |           |  |
|                         |                     | Oddone di Savoia        | Umberto I Biancamano   |  |  |       |  |  |          |  |  |           |  |
|                         |                     | Oddone di Savoia        | Ancilla d'Aosta        |  |  |       |  |  |          |  |  |           |  |
| Adelaide di Savoia      |                     | Oddone di Savoia        |                        |  |  |       |  |  |          |  |  |           |  |
|                         |                     | Adelaide di Susa        | Olderico Manfredi II   |  |  |       |  |  |          |  |  |           |  |
|                         |                     | Adelaide di Susa        | Olderico Manfredi II   |  |  |       |  |  |          |  |  |           |  |
|                         |                     | Adelaide di Susa        | Berta degli Obertenghi |  |  |       |  |  |          |  |  |           |  |
|                         |                     | Adelaide di Susa        |                        |  |  |       |  |  |          |  |  |           |  |